# 北城街道 (龙岩市)
北城街道，是中华人民共和国福建省龙岩市新罗区下辖的一个乡镇级行政单位。

## 行政区划
北城街道下辖以下地区：
交易城社区、红梅社区、谢洋村和石埠村。